# Риччия
Риччия (лат. Riccia) — род растений отдела Печёночные мхи, насчитывающий около 200 видов.

## Риччия плавающая
В культуре как аквариумное растение наиболее представлен один вид рода — Риччия плавающая (лат. Riccia fluitans L.)
Широко распространена в стоячих и медленно текущих водах Европы, Азии, Северной и Южной Америки, Новой Зеландии и Африки. Встречается в умеренной зоне бывшего СССР. Держится в основном у поверхности воды, не имеет стеблей и листьев, образует так называемое слоевище, или таллом, состоящий из большого количества переплетённых ярко-зелёных ажурных веточек толщиной до 1 мм, на концах вильчаторазделённых. При благоприятных условиях образует поросль-островок, не заходящую глубоко в толщу воды.
В аквариумистике используется чаще всего в качестве естественного субстрата для нереста рыб и укрытия для мальков. Также используется в качестве естественного затенителя. В целом имеет эстетичный и довольно декоративный вид, придавая аквариуму больше схожести с естественным водоёмом.

## Особенности содержания
Условия содержания этого растения несложны. Риччия хорошо растёт в умеренно тёплом и тропическом аквариумах. Наиболее подходящая температура 22—29 °С, но растение переносит и более высокие и более низкие температуры, однако при температуре ниже 20 °C рост замедляется и растение гибнет. Лучше всего оно растёт в мягкой воде с нейтральной или слабощелочной реакцией. При жёсткости воды больше 8° рост риччии ухудшается. Желательно регулярно подменивать до 2/6 = 1/3 объёма воды.
Освещение должно быть ярким. При недостатке света риччия распадается на отдельные веточки и не образует островков. При солнечном освещении растение лучше притенять. В качестве источников искусственного света лучше использовать люминесцентные лампы типа ЛБ (тёплого белого), мощность которых должна составлять не менее 2 Вт на 1 дм2. Применять лампы накаливания менее желательно, так как они создают местный перегрев воды.
Дополнительная минеральная подкормка для риччии не требуется. Растению достаточно питательных веществ, попадающих в аквариум со свежей водой и кормом для рыб.
Размножение риччии не представляет сложностей. Небольшой кусочек таллома — всего несколько маленьких веточек — способен за короткое время распространиться на всю поверхность аквариума.
Следует учитывать, что в летнее время, при избытке света, быстро разрастаясь, растение заполняет всю поверхность воды, препятствуя поступлению в аквариум кислорода из атмосферы, поэтому избыток риччии необходимо периодически удалять. Также риччия, задерживая поступающий из атмосферы кислород, создаёт благоприятную среду, способствующую развитию инфузорий — корма для мальков икромечущих рыб.

## Виды
По информации базы данных The Plant List (версия 1.1, 2013), род включает 173 вида: